# Palasport Olimpico
Torino Palasport Olimpico je pokrita dvorana v Torinu, Italija. Zgrajena je bila v letu 2005
za prireditve hokeja na ledu na XX. zimskih olimpijskih igrah ter sprejme 12350 gledalcev. Oblikoval jo je arhitekt Arata Isozaki y arhitekt Pier Paolo Maggiora.